# 1,3-丙磺酸内酯
1,3-丙磺酸内酯是一种有机硫化合物，化学式为(CH2)3SO3，它是一种磺酸内酯，为环状的磺酸酯化合物。它是容易熔化的无色晶体。

## 制备
它可由烯丙醇在酸催化下和亚硫酸氢钠反应得到。

## 反应
1,3-丙烷磺内酯是一种活化的酯，易受亲核攻击。 它水解成羟基磺酸。
它被用于合成专用表面活性剂，如CHAPS洗涤剂。

## 安全
1,3-丙磺酸内酯和其它活化酯一样，是一种烷基化试剂，有毒、可致畸以及可致突变。